# Бегачу (Муреш)
Бегачу (рум. Băgaciu) — село у повіті Муреш в Румунії. Адміністративний центр комуни Бегачу.
Село розташоване на відстані 244 км на північний захід від Бухареста, 33 км на південний захід від Тиргу-Муреша, 81 км на південний схід від Клуж-Напоки, 117 км на північний захід від Брашова.

## Населення
За даними перепису населення 2002 року у селі проживали 1342 особи.
Національний склад населення села:
| Національність | Кількість осіб | Відсоток |
| -------------- | -------------- | -------- |
| цигани         | 693            | 51,6%    |
| румуни         | 567            | 42,3%    |
| угорці         | 65             | 4,8%     |
| німці          | 17             | 1,3%     |

Рідною мовою назвали:
| Мова      | Кількість осіб | Відсоток |
| --------- | -------------- | -------- |
| румунська | 903            | 67,3%    |
| циганська | 361            | 26,9%    |
| угорська  | 63             | 4,7%     |
| німецька  | 15             | 1,1%     |